# Nikki Benz
Nikki Benz (ur. 11 grudnia 1981 w Mariupolu) – kanadyjska aktorka i reżyserka filmów pornograficznych pochodzenia ukraińskiego.

## Życiorys

### Wczesne lata
Urodziła się w Mariupolu na Ukrainie. Jej rodzina ze strony jej ojca miała pochodzenie kanadyjskie. Kiedy miała 7 lat, razem z rodzicami wyemigrowała do Kanady i dorastała w Etobicoke, dzielnicy Toronto.

### Kariera
Po ukończeniu szkoły średniej chciała studiować prawo i zostać adwokatem. Ostatecznie jednak, w wieku 18 lat rozpoczęła karierę jako modelka pozująca do kalendarzy i striptizerka. Pracę w branży pornograficznej postanowiła rozpocząć po tym, jak zobaczyła film z udziałem Jenny Jameson.
W styczniu 2003 roku wysłała e-mail z portfolio ze swoimi zdjęciami w bikini do reżysera Jima Gunna, który przedstawił ją Frankowi Kay, prezesowi studia Pleasure Productions. Po upływie tygodnia została zaproszona na plan zdjęciowy na Florydzie. Wzięła udział w scenach Strap On Sally 20 (2003) u boku Giny Lynn i parodii porno Ostrożnie z dziewczynami – Sweetest Thing (2003) z Benem Englishem.
Po wypełnieniu początkowych kontraktów, postanowiła osobiście zajmować się wyborem studiów filmowych, dla których chce pracować, w tym Naughty America, Brazzers, Bang Bros i Digital Playground. We wrześniu 2004 roku podpisała kontrakt z Jill Kelly Productions, a we wrześniu 2005 rozpoczęła współpracę z TeraVision.
W maju 2008 pozowała dla magazynu Penthouse. W kwietniu 2010 magazyn Penthouse przyznał jej tytuł Ulubienica Miesiąca Penthouse, a w 2011 roku została Ulubienicą Roku Penthouse.
W kwietniu 2010 razem z Lisą Ann i Seanem Michaelsem była gospodarzem gali wręczenia nagród XRCO Award. W czerwcu 2016 roku została ambasadorką Brazzers.
Wystąpiła w jednym odcinku serialu erotycznego sieci Cinemax Sin City Diaries (2007), filmie dokumentalnym Porno Unplugged (2008), jako pokojówka w serialu produkcji FOX Sports Cubed (2009-2011) z Markiem Wahlbergem, jako striptizerka w komediodramacie sensacyjnym Michaela Bay Sztanga i cash (Pain & Gain, 2013) z Markiem Wahlbergem i Dwayne Johnsonem, filmie dokumentalnym My Date with Hugh (2013) z Ronem Jeremy oraz dramacie My Trip Back to the Dark Side (2014) z Betsy Russell, Sean Young i Seanem Kananem (Deacon Sharpe z opery mydlanej CBS Moda na sukces).
Była jedną z dostępnych postaci w DLC do gry Saints Row: The Third, Saints Row: The Third – Penthouse Pack, które ukazało się 22 maja 2012 roku.
20 grudnia 2016 roku za pośrednictwem mediów społecznościowych Nikki Benz poinformowała, że po sesji Brazzers w Nikki Goes Bananas i scenie seksu (19 grudnia) została napastowana seksualnie przez reżysera filmów porno Tony’ego T. i Ramóna Nomara. 11 stycznia 2017 roku Nomar wspólnie z Tonym T. wniósł pozew do Sądu Najwyższego w Los Angeles, za zniesławienie wynikające z zarzutów gwiazdy porno. T. i Nomar utrzymywali, że zarzuty były nieprawdziwe.

## Wybory burmistrza Toronto w 2014 roku
6 maja 2014 Benz ogłosiła, że będzie kandydować na urząd burmistrza Toronto. Jednakże 28 maja jej kandydatura nie została zarejestrowana z powodu wygaśnięcia ważności jej prawa jazdy wystawionego w prowincji Ontario, które miało służyć jako podstawa do ubiegania się o urząd.

## Nagrody i nominacje
| Rok  | Nagroda                    | Kategoria                                                     | Film                                                   | Inni wykonawcy              | Rezultat  |
| ---- | -------------------------- | ------------------------------------------------------------- | ------------------------------------------------------ | --------------------------- | --------- |
| 2006 | AVN Award                  | Najlepszy scena seksu w parze – wideo                         | Take No Prisoners (2004), reż. Jules Jordan            | Jules Jordan                | Nominacja |
| 2006 | AVN Award                  | Najlepsza aktorka drugoplanowa – wideo                        | Jack’s Teen America 2 (2004), reż. Robby D.            | –                           | Nominacja |
| 2006 | AVN Award                  | Najlepsza złośnica                                            | Take No Prisoners (2004), reż. Jules Jordan            | –                           | Nominacja |
| 2008 | F.A.M.E. Awards            | Najgorętsze ciało                                             | –                                                      | –                           | Wygrana   |
| 2008 | AVN Award                  | Najlepsza scena seksu trójosobowego                           | Meet the Fuckers 6 (2007), reż. Mick Blue              | Gina Lynn i Mick Blue       | Nominacja |
| 2010 | XBIZ Award                 | Najlepsza strona internetowa – NikkiBenz.com                  | –                                                      | –                           | Nominacja |
| 2010 | XBIZ Award                 | Najlepsza wykonawczyni roku                                   | –                                                      | –                           | Nominacja |
| 2010 | XBIZ Award                 | Gwiazda Crossover Roku                                        | –                                                      | –                           | Nominacja |
| 2010 | AVN Award                  | Najlepsza scena seksu trójosobowego samych dziewczyn          | Penthouse: Slave for a Night (2008), reż. Cash Markman | Angie Savage i Sophia Santi | Nominacja |
| 2010 | F.A.M.E. Awards            | Najgorętsze ciało                                             | –                                                      | –                           | Wygrana   |
| 2010 | F.A.M.E. Awards            | Ulubione piersi                                               | –                                                      | –                           | Wygrana   |
| 2010 | DanniGirl – wrzesień       | –                                                             | –                                                      | –                           | Wygrana   |
| 2011 | Nagroda magazynu Penthouse | Ulubienica Roku                                               | –                                                      | –                           | Wygrana   |
| 2012 | AVN Award                  | Najlepsza gwiazda Crossover                                   | –                                                      | –                           | Nominacja |
| 2012 | Nagroda HowardStern.com    | Najmocniejsza kobieta na świecie według Howarda Sterna        | –                                                      | –                           | Wygrana   |
| 2012 | Nightmoves Award –         | Najlepsza wybitna artystka rozrywkowa według fanów            | –                                                      | –                           | Wygrana   |
| 2013 | XBIZ Award                 | Najlepsza gwiazda Crossover roku                              | –                                                      | –                           | Nominacja |
| 2013 | AVN Award                  | Najlepsza gwiazda porno portalu internetowego – NikkiBenz.com | –                                                      | –                           | Nominacja |
| 2015 | XBIZ Award                 | Najlepsza gwiazda Crossover roku                              | –                                                      | –                           | Wygrana   |
| 2016 | AVN Award                  | AVN Hall of Fame                                              | –                                                      | –                           | Wygrana   |